# خبئة (المسيمير)

تعديل مصدري - تعديل

خبئة هي إحدى قرى عزلة المسيمير بمديرية المسيمير التابعة لمحافظة لحج، بلغ تعداد سكانها 137 نسمة حسب تعداد اليمن لعام 2004.